# DFB-Pokal 2000/01
DFB-Pokalsieger 2001 war der FC Schalke 04. Im Endspiel im Olympiastadion Berlin gewann Schalke am 26. Mai 2001 2:0 gegen den Regionalligisten 1. FC Union Berlin. Am Wochenende zuvor hatte der FC Schalke die mögliche deutsche Meisterschaft gegen den FC Bayern München verpasst. Als Überraschung galt der 1. FC Magdeburg, der zuvor Köln und Titelverteidiger Bayern besiegt hatte und bis ins Viertelfinale gelangt war, dort jedoch dem FC Schalke 04 unterlag.
Ein im DFB-Pokal äußerst seltener Fall lag in der 2. Runde vor: Der VfB Stuttgart musste seine Lizenzspieler gegen die eigene zweite Mannschaft antreten lassen. Erst danach wurde geregelt, dass Profimannschaften nicht mehr ihren Amateurabteilungen zugelost werden können. Die Amateurmannschaft hatte in der 1. Runde den Bundesligisten Eintracht Frankfurt mit 6:1 besiegt.
Da Schalke an der UEFA Champions League 2001/02 teilnahm, startete mit dem 1. FC Union Berlin erstmals eine deutsche Amateurmannschaft im UEFA-Pokal. Nachdem in der ersten Runde der finnische Vertreter FC Haka hatte ausgeschaltet werden können, kam in der zweiten Runde gegen den bulgarischen Pokalsieger Litex Lowetsch das Aus.

## 1. Hauptrunde
| Datum                    |                           | Ergebnis                         |                          |
| ------------------------ | ------------------------- | -------------------------------- | ------------------------ |
| Fr 25.08.2000, 17:30 Uhr | Rot-Weiß Erfurt           | 0:2 (0:1)                        | SSV Ulm 1846             |
| Fr 25.08.2000, 19:00 Uhr | SC Halberg Brebach        | 0:5 (0:2)                        | 1. FC Nürnberg           |
| Fr 25.08.2000, 19:00 Uhr | VfL Osnabrück             | 0:1 (0:1)                        | Hannover 96              |
| Fr 25.08.2000, 19:00 Uhr | Bayer Leverkusen Amateure | 1:2 (0:2)                        | FC St. Pauli             |
| Fr 25.08.2000, 19:30 Uhr | Karlsruher SC             | 2:1 (2:0)                        | Chemnitzer FC            |
| Fr 25.08.2000, 19:30 Uhr | Kickers Emden             | 0:1 (0:0)                        | 1. FSV Mainz 05          |
| Fr 25.08.2000, 19:30 Uhr | Tennis Borussia Berlin    | 1:3 (0:2)                        | Arminia Bielefeld        |
| Sa 26.08.2000, 14:30 Uhr | TuS Dassendorf            | 0:5 (0:2) 1                      | SpVgg Unterhaching       |
| Sa 26.08.2000, 15:00 Uhr | SSV Reutlingen 05         | 2:3 n. V. (2:2, 0:1)             | Hertha BSC               |
| Sa 26.08.2000, 15:00 Uhr | Karlsruher SC Amateure    | 0:2 (0:1)                        | Alemannia Aachen         |
| Sa 26.08.2000, 15:30 Uhr | 1. FC Union Berlin        | 2:0 (1:0)                        | Rot-Weiß Oberhausen      |
| Sa 26.08.2000, 15:30 Uhr | SV Babelsberg 03          | 1:6 (0:3)                        | VfL Bochum               |
| Sa 26.08.2000, 15:30 Uhr | Werder Bremen Amateure    | 0:1 (0:0)                        | VfL Wolfsburg            |
| Sa 26.08.2000, 15:30 Uhr | Wuppertaler SV            | 1:3 (0:2)                        | VfB Stuttgart            |
| Sa 26.08.2000, 15:30 Uhr | FC Schönberg 95           | 0:4 (0:2)                        | FC Bayern München        |
| Sa 26.08.2000, 15:30 Uhr | Tennis Borussia Berlin II | 0:2 (0:0)                        | Werder Bremen            |
| Sa 26.08.2000, 15:30 Uhr | FC Ismaning               | 0:4 (0:1)                        | Borussia Dortmund        |
| Sa 26.08.2000, 15:30 Uhr | VfB Stuttgart Amateure    | 6:1 (2:1)                        | Eintracht Frankfurt      |
| Sa 26.08.2000, 15:30 Uhr | 1. FC Saarbrücken         | 0:1 (0:0)                        | SpVgg Greuther Fürth     |
| Sa 26.08.2000, 15:30 Uhr | LR Ahlen                  | 1:2 (1:1)                        | Borussia Mönchengladbach |
| Sa 26.08.2000, 15:30 Uhr | FC Teningen               | 0:3 (0:1)                        | MSV Duisburg             |
| Sa 26.08.2000, 15:30 Uhr | SV Wehen                  | 2:1 (2:0)                        | Stuttgarter Kickers      |
| So 27.08.2000, 15:00 Uhr | 1. FC Magdeburg           | 5:2 (2:1)                        | 1. FC Köln               |
| So 27.08.2000, 15:00 Uhr | VfB Lübeck                | 2:2 n. V. (2:2, 1:0) (3:2 i. E.) | SV Waldhof Mannheim      |
| So 27.08.2000, 15:00 Uhr | TSV 1896 Rain             | 0:7 (0:3)                        | FC Schalke 04            |
| So 27.08.2000, 15:30 Uhr | VfL Hamm/Sieg             | 0:6 (0:4)                        | Energie Cottbus          |
| So 27.08.2000, 17:00 Uhr | SC Paderborn 07           | 1:2 (1:0)                        | Hansa Rostock            |
| So 27.08.2000, 17:00 Uhr | SC Fortuna Köln           | 0:4 (0:2)                        | Bayer 04 Leverkusen      |
| So 27.08.2000, 17:00 Uhr | SC Pfullendorf            | 1:3 (0:0)                        | SC Freiburg              |
| So 27.08.2000, 17:00 Uhr | FC Erzgebirge Aue         | 0:3 (0:1)                        | Hamburger SV             |
| So 27.08.2000, 17:00 Uhr | TSG Pfeddersheim          | 0:7 (0:1)                        | TSV 1860 München         |
| Mo 28.08.2000, 20:30 Uhr | Kickers Offenbach         | 0:4 (0:2)                        | 1. FC Kaiserslautern     |

## 2. Hauptrunde
| Datum                    |                          | Ergebnis                         |                      |
| ------------------------ | ------------------------ | -------------------------------- | -------------------- |
| Di 31.10.2000, 19:30 Uhr | SC Freiburg              | 1:0 (0:0)                        | Werder Bremen        |
| Di 31.10.2000, 19:30 Uhr | Alemannia Aachen         | 1:2 (0:1)                        | Bayer 04 Leverkusen  |
| Di 31.10.2000, 19:30 Uhr | Arminia Bielefeld        | 0:4 (0:1)                        | VfL Bochum           |
| Di 31.10.2000, 19:30 Uhr | SV Wehen                 | 0:1 n. V.                        | Borussia Dortmund    |
| Di 31.10.2000, 19:30 Uhr | Karlsruher SC            | 1:0 (0:0)                        | Hamburger SV         |
| Di 31.10.2000, 19:30 Uhr | 1. FC Nürnberg           | 4:0 (3:0)                        | 1. FSV Mainz 05      |
| Mi 01.11.2000, 14:00 Uhr | 1. FC Union Berlin       | 1:0 (1:0)                        | SpVgg Greuther Fürth |
| Mi 01.11.2000, 14:30 Uhr | VfB Stuttgart Amateure   | 0:3 (0:2)                        | VfB Stuttgart        |
| Mi 01.11.2000, 19:00 Uhr | Hannover 96              | 2:1 (1:0)                        | Hansa Rostock        |
| Mi 01.11.2000, 19:00 Uhr | Borussia Mönchengladbach | 5:1 (3:1)                        | 1. FC Kaiserslautern |
| Mi 01.11.2000, 19:00 Uhr | SSV Ulm 1846             | 2:0 (0:0)                        | Energie Cottbus      |
| Mi 01.11.2000, 19:00 Uhr | VfB Lübeck               | 1:1 n. V. (1:1, 0:0) (3:5 i. E.) | MSV Duisburg         |
| Mi 01.11.2000, 20:00 Uhr | SpVgg Unterhaching       | 1:2 n. V. (1:1, 1:0)             | TSV 1860 München     |
| Mi 01.11.2000, 20:00 Uhr | VfL Wolfsburg            | 3:1 (2:1)                        | Hertha BSC           |
| Mi 01.11.2000, 20:00 Uhr | FC St. Pauli             | 1:3 n. V. (1:1, 1:1)             | FC Schalke 04        |
| Mi 01.11.2000, 20:30 Uhr | 1. FC Magdeburg          | 1:1 n. V. (1:1, 0:0) (4:2 i. E.) | FC Bayern München    |

## Achtelfinale
| Datum                    |                          | Ergebnis                         |                     |
| ------------------------ | ------------------------ | -------------------------------- | ------------------- |
| Di 28.11.2000, 13:00 Uhr | 1. FC Union Berlin       | 4:2 (2:1)                        | SSV Ulm 1846        |
| Di 28.11.2000, 19:30 Uhr | 1. FC Magdeburg          | 5:3 n. V. (3:3, 1:2)             | Karlsruher SC       |
| Di 28.11.2000, 19:30 Uhr | VfL Wolfsburg            | 1:1 n. V. (0:0, 0:0) (3:4 i. E.) | MSV Duisburg        |
| Mi 29.11.2000, 19:30 Uhr | VfB Stuttgart            | 2:1 (1:0)                        | Hannover 96         |
| Mi 29.11.2000, 19:30 Uhr | Borussia Mönchengladbach | 1:0 (0:0)                        | 1. FC Nürnberg      |
| Mi 29.11.2000, 19:30 Uhr | SC Freiburg              | 3:2 (2:1)                        | Bayer 04 Leverkusen |
| Mi 29.11.2000, 19:30 Uhr | TSV 1860 München         | 0:5 (0:1)                        | VfL Bochum          |
| Mi 29.11.2000, 20:30 Uhr | FC Schalke 04            | 2:1 (2:1)                        | Borussia Dortmund   |

## Viertelfinale
| Datum                    |                    | Ergebnis             |                          |
| ------------------------ | ------------------ | -------------------- | ------------------------ |
| Mi 20.12.2000, 19:00 Uhr | VfB Stuttgart      | 2:1 n. V. (1:1, 1:1) | SC Freiburg              |
| Mi 20.12.2000, 19:00 Uhr | 1. FC Union Berlin | 1:0 (0:0)            | VfL Bochum               |
| Mi 20.12.2000, 19:00 Uhr | MSV Duisburg       | 0:1 (0:0)            | Borussia Mönchengladbach |
| Mi 20.12.2000, 20:30 Uhr | 1. FC Magdeburg    | 0:1 (0:1)            | FC Schalke 04            |

## Halbfinale
| Datum                    |                    | Ergebnis                         |                      |
| ------------------------ | ------------------ | -------------------------------- | -------------------- |
| Di 06.02.2001, 20:30 Uhr | 1. FC Union Berlin | 2:2 n. V. (2:2, 1:0) (4:2 i. E.) | Bor. Mönchengladbach |
| Mi 07.02.2001, 20:30 Uhr | VfB Stuttgart      | 0:3 (0:3)                        | FC Schalke 04        |

## Finale
| Paarung            | 1. FC Union Berlin – FC Schalke 04 |
| Ergebnis           | 0:2 (0:0) |
| Datum              | 26. Mai 2001 um 19:30 Uhr |
| Stadion            | Olympiastadion, Berlin |
| Zuschauer          | 73.011 |
| Schiedsrichter     | Hermann Albrecht (Kaufbeuren) |
| Tore               | 0:1 Böhme (53.) 0:2 Böhme (58., Elfmeter) |
| 1. FC Union Berlin | Sven Beuckert – Jens Tschiedel (81. Marko Tredup) – Tom Persich, Daniel Ernemann (56. Daniel Teixeira) – Steffen Menze, Ronny Nikol, Christo Koilow, Emil Kremenliew, Chibuike Okeke – Harun Isa (70. Michael Zechner), Božidar Đurković Cheftrainer: Georgi Wassilew |
| FC Schalke 04      | Oliver Reck – Niels Oude Kamphuis, Tomasz Hajto, Marco van Hoogdalem, Nico Van Kerckhoven (87. Mike Büskens) – Jiří Němec (84. Olaf Thon) – Gerald Asamoah (80. Radoslav Látal), Jörg Böhme – Andreas Möller – Ebbe Sand, Emile Mpenza Cheftrainer: Huub Stevens      |
| Gelbe Karten       | Ernemann, Beuckert – Hajto, Asamoah |